# Kinnareemimus
Kinnareemimus is een geslacht van theropode dinosauriërs, wellicht behorend tot de Ornithomimosauria, dat tijdens het vroege Krijt leefde in het gebied van het huidige Thailand. De typesoort is Kinnareemimus khonkaenensis.

## Vondst en naamgeving
In 1992 en 1993 werden tijdens paleontologische opgravingen in de Changwat Khon Kaen bij Phu Wiang in het noordoosten van Thailand, dinosauriërbeenderen gevonden. In 1995 en 1997 meldde Éric Buffetaut de aanwezigheid van fossiel materiaal van een ornithomimide.
De typesoort Kinnareemimus khonkaenensis is in 2009 benoemd en beschreven door Buffetaut, Varavudh Suteethorn en Haiyan Tong. De geslachtsnaam verwijst naar de Kinnari (Kinnaree in de Engelse transcriptie), een wezen, half vogel en half vrouw uit de boeddhistische mythologie en verbindt dit met mimus, 'nabootser' in het Latijn, een gebruikelijk achtervoegsel in de namen van de ornithomimosauriërs. Net als de Kinnari hebben ornithomimosauriërs vogelachtige voeten. De soortaanduiding verwijst naar de provincie Khon Kaen. Eerder, in 2000, was voor het geslacht de naam 'Ginnareemimus' opgedoken in een publicatie van Ryuichi Kaneko. Dit bleef toen een nomen nudum; de spelling met een 'G' berustte op een misverstand. Later in 2000 gebruikte Suteethorn de naam 'Kinareemimus', met een enkele 'n', in een populairwetenschappelijk artikel; dit is eveneens een nomen nudum.
Fossielen van de soort zijn gevonden in de Soa Khuaformatie die dateert uit het Valanginien - Hauterivien, 136 miljoen jaar oud, hoewel sommige bronnen een jongere datering geven uit het Barremien-Aptien. De vondsten bestaan uit losse skeletelementen. Een derde linkermiddenvoetsbeen is het holotype, PW5A-100. Verder zijn als paratypen dertig botten aangewezen met inventarisnummers PW5A-101 tot en met PWA5-131. Dit betreft staartwervels, één ruggenwervel, stukken van de schaambeenderen, de scheenbenen, een gedeeltelijk kuitbeen, middenvoetsbeenderen en teenkootjes.

## Beschrijving
Kinnareemimus was een vrij klein dier, twee à twee en een halve meter lang. In 2019 werd een lengte van 1,8 meter bij een gewicht van dertien kilogram geschat. Het derde middenvoetsbeen versmalt naar boven toe, en benadert de typische arctometatarsale conditie bij de meer afgeleide ornithomimosauriërs waarin dit bot bovenaan helemaal van het voorste oppervlak is uitgesloten. De voet is erg lang.
Het lukte de beschrijvers niet om unieke nieuwe eigenschappen, autapomorfieën, van Kinnareemimus vast te stellen; de status als geldige soort is dus volledig gebaseerd op de herkomst uit lagen van waaruit verder geen andere gelijkende soorten beschreven zijn.
Kinnareemimus was wellicht een planteneter of een alleseter.

## Fylogenie
Kinnareemimus werd door de beschrijvers in de Ornithomimosauria geplaatst. Het arctometarsale kenmerk wijst er volgens Buffetaut op dat Kinnareemimus een meer afgeleide positie inneemt dan Harpymimus en Garudimimus, hoewel die soorten uit jongere lagen bekend zijn, maar een basalere dan Archaeornithomimus. Buffetaut heeft geen kladistische analyse uitgevoerd maar vermoedde dat Kinnareemimus het zustertaxon van de Ornithomimidae was; het is echter onduidelijk welke definitie hij hierbij impliciet gebruikt; volgens alle gepubliceerde zou Kinnareemimus in de door hem veronderstelde positie zelf een ornithomimide zijn. De vroege datering van Kinnareemimus zou er volgens Buffetaut op wijzen dat de Ornithomimidae in Azië ontstaan zijn en pas later Noord-Amerika hebben bereikt.
De plaatsing van Kinnareemimus wordt onzeker gemaakt door het feit dat het de beschrijvers niet lukte om gedeelde nieuwe eigenschappen, synapomorfieën, met de Ornithomimosauria vast te stellen. Het dier werd bij de ornithomimosauriërs ondergebracht vanwege een zekere uiterlijke gelijkenis en verder vanuit paleobiologische argumenten: theropoden met lange voeten uit het Krijt van Zuidoost-Azië zijn typisch ornithomimosauriërs. Op zich komt de bijna arctometatarsale voet bij veel Tyrannoraptora voor en langwerpige achterste ledematen zijn ook bekend van de Oviraptorosauria en de Alvarezsauridae; toevoeging van de gegevens van Kinnaareemimus aan een gereviseerde datamatrix van de Amerikaanse Theropod Working Group deed hem in die laatste diergroep vallen.
In 2024 concludeerde een studie dat Kinnareemimus een mogelijk lid was van de Deinocheiridae.